# Orchestra Sinfonica dell'Università di Helsinki
La Ylioppilaskunnan Soittajat ("YS", the Orchestra Sinfonica dell'Università di Helsinki) è un'orchestra sinfonica con sede ad Helsinki, Finlandia.
La YS fu fondata nel 1926. È un'orchestra sinfonica a grandezza naturale e svolge concerti e tournée sia in Finlandia che all'estero e prende parte a varie feste accademiche.

## Storia
Le origini della Ylioppilaskunnan Soittajat sisalgono all'anno 1747, quando l'Akateeminen Kapelli (la Capella accademica) fu fondata all'Accademia di Turku. Dopo il grande incendio di Turku nel 1827, l'università si trasferì a Helsinki, portando l'orchestra con sé.
Dal 1868 al 1926 l'orchestra fu gestita come un dipartimento dell'Università di Helsinki, sotto il nome di Akadeeminen Orkesteri (l'Orchestra Accademica). Nel 1926 l'Orchestra Accademica ottenne la sua indipendenza e divenne la Ylioppilaskunnan Soittajat.

## Direttori
Numerosi direttori finlandesi di fama mondiale iniziarono la loro carriera come direttore principale o assistente della Ylioppilaskunnan Soittajat, tra cui Paavo Berglund, Okko Kamu e Susanna Mälkki.
Direttori principali di Ylioppilaskunnan Soittajat
| Direttore         | Date                    |
| ----------------- | ----------------------- |
| Toivo Haapanen    | 1926–1936               |
| Jussi Jalas       | 1936–1946               |
| Erik Cronvall     | 1946–1966               |
| Leif Segerstam    | 1966–1967               |
| Kari Tikka        | 1967–1972               |
| Ilpo Mansnerus    | 1972–1974               |
| Ylermi Poijärvi   | 1974–1976               |
| Alf Nybo          | 1976–1979               |
| Esa-Pekka Salonen | 1979–1980               |
| Petri Sakari      | 1980–1985               |
| Markus Lehtinen   | autunno 1983, 1985–1988 |
| Tuomas Pirilä     | 1988–1990               |
| Michael Adelson   | 1990–1992               |
| John Storgårds    | 1992–1996               |
| Tuomas Rousi      | 1996–2001               |
| Jyri Nissilä      | 2001–2003               |
| David Searle      | 2003–2007               |
| Mikk Murdvee      | 2007–                   |